# Sumýšovci
Sumýšovci (Sipuncula nebo Sipunculida) jsou jedním z kmenů živočišné říše čítajícím podle různých pramenů 144 – 320 druhů. Jedná se o nevelké, výhradně mořské živočichy válcovitého tvaru žijící nenápadným usedlým životem na útesech či mořském dně. Český název pro sumýšovce se často plete se sumýši, což je zcela nepříbuzná třída živočichů z kmene ostnokožců.
Nové fylogenetické analýzy naznačují, že sumýšovci jsou ve skutečnosti součástí kmene kroužkovců.

## Anatomie
Tělo sumýšovců je protáhlé a válcovité. Na rozdíl od kroužkovců není rozděleno do segmentů. Horní trubicovitá část těla, tzv. introvert nebo též chobot, je zatažitelná. Při zataženém introvertu má tělo sumýšovců typický tvar připomínající burský oříšek, což jim propůjčilo anglický název peanut worm. Introvert je zakončen korunou složenou z 18 – 24 chapadélek opatřenými drobounkými brvami. Mezi chapadélky se nachází ústní otvor.
Sumýšovci bývají obvykle hnědé, béžové nebo bílé barvy. Na chobotu se často vyskytují černé pruhy a na spodní části tmavé skvrny. Tělo živočicha je pokryto pevnou vrstvou proteinů na bázi kolagenu zvanou kutikula. Hlavním úkolem kutikuly je chránit citlivé vnitřní tkáně před oděrem. Kromě toho slouží společně s podkožními svaly jako opora pro svalstvo introvertu. Na kutikule se často nacházejí různé výstupky, které hrají důležitou roli při určování živočichů náležejících do tohoto kmene.
Podkožní svalstvo je velmi dobře vyvinuté. Je uspořádáno do několika vrstev, z nichž ta vnější sleduje okrouhlou linii těla a vnitřní je paralelní k hlavní ose živočicha. U některých druhů se mezi těmito vrstvami nacházejí příčně nebo šikmo orientované svaly, které tuto muskulaturu dále zpevňují. Další významnou svalovou skupinou jsou zatahovače introvertu. Jsou ukotveny na spodní části těla k podkožním svalům a dosahují až na konec introvertu, jehož pohyb ovládají. Tím výčet svalů v podstatě končí. Tato omezená výbava umožňuje sumýšovcům jen několik základních pohybů: vytažení, zatažení a ohnutí.
I přes jednoduchou svalovou strukturu je tělo sumýšovců poměrně komplikované. Uvnitř se nachází soustava cév, o které se předpokládá, že slouží částečně jako primitivní oběhová soustava.
Tekutina v cévách obsahuje krvinky s poněkud neobvyklým barvivem – hemerythrinem. Chemické složení hemerythrinu je do určité míry podobné hemoglobinu, nicméně jeho barva je mdlá červeno-oranžová. Tělní dutina sumýšovců je taktéž vyplněna tekutinou, v níž se nachází řada různých druhů buněk. Některé z nich obsahují hemerythrin, avšak jeho složení je překvapivě poněkud odlišné než u krvinek v cévách.
V tělní tekutině se dále nacházejí zajímavé struktury nazývané „obrvené schránky“. Původně byly považovány za parazity, nicméně pozdější výzkum prokázal, že se tvoří na tubulárních útvarech rostoucích z peritoneální membrány na vnější straně jícnu. Obrvené schránky fungují v podstatě jako miniaturní vysavače. Volně plavou v tělní tekutině a nabalují na sebe drobné částice. Jakmile jsou plné, nechají se nasát do ledvin. Ledviny jsou poměrně velký párový orgán nacházející se v horní části tělní dutiny. Jejich úkolem je filtrovat z tělní tekutiny částicový materiál (zejména naplněné obrněné schránky) a dusíkaté látky. Kromě toho hrají důležitou roli při rozmnožování, kdy shromažďují zralé gamety. Ledviny jsou ukončeny trychtýřovitým měchýřem, vyplněným drobnými brvami vypuzujícími vyloučené látky ven z těla.
Trávicí soustava začíná ústním otvorem na konci introvertu. Z něho vede do tělní dutiny jícen, který přechází ve spirálově kroucené střevo. Na rozdíl od jiných živočichů není řitní otvor na spodním okraji těla, ale přibližně na místě, kde začíná introvert. Střevní trakt má tedy tvar písmene U, přičemž klesající část slouží k trávení a ve vzestupné části se formuje trus. Na spodní části tělesné dutiny je střevo ukotveno k podkožnímu svalstvu pomocí vřetenového svalu.
Vzhledem k jednoduchému životnímu stylu není nervová soustava příliš rozvinutá. Mozek tvoří drobná smyčka kolem ústního otvoru. K ní je připojena nervová páska, která na páteřní straně prochází celou tělní dutinou. Nervová páska je zcela bez jakýchkoli uzlin. Smyslové orgány se omezují na jednoduché fotoreceptory nacházející se poblíž mozku, doteková čidla a chemoreceptory.

## Taxonomie
- Kmen: Sumýšovci (Sipuncula)
  - Třída: Sipunculidea
    - Řád: Sipunculiformes
      - Čeleď: Sipunculidae

    - Řád: Golfingiiformes
      - Čeleď: Golfingiidae
      - Čeleď: Phascolionidae
      - Čeleď: Themistidae

  - Třída: Phascolosomatidea
    - Řád: Phascolosomatiformes
      - Čeleď: Phascolosomatidae

    - Řád: Aspidosiphoniformes
      - Čeleď: Aspidosiphonidae